# Miguel de Zabala y Auñón
Miguel Zabala y Auñón foi um funcionário e economista espanhol do século XVIII.: